# Jamaikanische Badmintonmeisterschaft 1977
Die Jamaikanische Badmintonmeisterschaft 1977 fand vom 15. bis zum 18. September 1977 in der National Arena in Kingston statt. Es war die 30. Austragung der nationalen Titelkämpfe im Badminton von Jamaika. Über 100 Teilnehmer meldeten für das von Jamintel gesponserte Turnier.

## Titelträger
| Disziplin    | Sieger                          |
| ------------ | ------------------------------- |
| Herreneinzel | Keith Palmer                    |
| Dameneinzel  | Jennifer Haddad                 |
| Herrendoppel | George Hugh Sammy Leyow         |
| Damendoppel  | Jennifer Haddad Christine Chung |
| Mixed        | George Hugh Maria Leyow         |